# Cheumatopsyche smithi
Cheumatopsyche smithi is een schietmot uit de familie Hydropsychidae. De soort komt voor in het Nearctisch gebied.